# Pimpirev Peak
Der Pimpirev Peak (englisch; bulgarisch Пимпирев връх Pimpirew wrach) ist ein 1550 m hoher und vereister Berg im Norden der westantarktischen Alexander-I.-Insel. In den Rouen Mountains ragt er 15,92 km südwestlich des Mount Hankey, 13,74 km nordwestlich des Mount Hall, 18,5 km nordöstlich des Breze Peak und 17,5 km ostnordöstlich des Mount Newman  auf. Den Frachat-Gletscher überragt er südöstlich, das Russian Gap westlich und den Mosgowiza-Gletscher nordnordwestlich.
Die bulgarischen Geologen Christo Pimpirew (* 1953), Namensgeber des Bergs, und Borislaw Kamenow besuchten ihn am 7. Januar 1988 im Zuge der ersten bulgarischen Antarktisexpedition. Die bulgarische Kommission für Antarktische Geographische Namen benannte ihn 2017.